# Alan Jackson
Alan Eugene Jackson (Newnan, Georgia, 1958. október 17. –) amerikai countryzenész. Honky tonk és country zenét játszik, és számos saját szerzeményt ad elő. Pályafutása során 12 stúdióalbumot és számos összeállítást adott ki, mindet az Arista Nashville kiadónál. Több mint 50 kislemeze került a Top 30-ba a Billboard country-listáin, közülük 25 az első helyet is elérte. Jackson számos díj kitüntetettje vagy nevezettje. 2017-ben beiktatták a Country-hírességek Csarnokába.

## Diszkográfia
Stúdióalbumok
- New Traditional (1987)
- Here in the Real World (1990)
- Don't Rock the Jukebox (1991)
- A Lot About Livin' (And a Little 'Bout Love) (1992)
- Honky Tonk Christmas (1993)
- Who I Am (1994)
- Everything I Love (1996)
- High Mileage (1998)
- Under the Influence (1999)
- When Somebody Loves You (2000)
- Drive (2002)
- Let It Be Christmas (2002)
- What I Do (2004)
- Precious Memories (2006)
- Like Red on a Rose (2006)
- Good Time (2008)
- Freight Train (2010)
- Thirty Miles West (2012)
- Precious Memories Volume II (2013)
- The Bluegrass Album (2013)
- Angels and Alcohol (2015)
- Where have you gone (2021)

## Fordítás
- Ez a szócikk részben vagy egészben az Alan Jackson című angol Wikipédia-szócikk fordításán alapul.  Az eredeti cikk szerkesztőit annak laptörténete sorolja fel. Ez a jelzés csupán a megfogalmazás eredetét és a szerzői jogokat jelzi, nem szolgál a cikkben szereplő információk forrásmegjelöléseként.